# 비엘스코비아와 시립경기장
비엘스코비아와 시립경기장(폴란드어: Stadion Miejski w Bielsku-Białej)은 폴란드 비엘스코비아와에 위치한 축구 경기장으로 포드베스키지에 비엘스코비아와의 홈 구장으로 사용되고 있다. 2015년에 준공되었으며 15,076명을 수용할 수 있다.